# Bandikidini
Bandikidini, parfois appelé Bandikirini, est une commune rurale située dans le département de Gayéri de la province de la Komondjari dans la région de l'Est au Burkina Faso.

## Santé et éducation
Le centre de soins le plus proche de Bandikidini est le centre de santé et de promotion sociale (CSPS) de Bassiéri.